# Tovomitopsis
Tovomitopsis là một chi thực vật có hoa thuộc họ Clusiaceae.

## Loài
- T. allenii
- T. angustifolia
- T. centistaminibus
- T. colombiana
- T. costaricana
- T. croatii
- T. faucis
- T. glauca
- T. guatemaltecana
- T. macrophylla
- T. membranacea
- T. membrillensis
- T. micrantha
- T. multiflora
- T. myrcioides
- T. nicaraguensis
- T. paniculata
- T. psychotriaefolia
- T. psychotriifolia
- T. saldanhae
- T. silvicola
- T. spruceana
- T. standleyana